# 柳本幸之介
柳本 幸之介 (やなぎもと こうのすけ、2003年11月24日 - ) は、日本の競泳選手。
日本大学所属。自由形を専門とする選手である。
2020年東京オリンピック800mフリーリレーで初代表を経験する。

## 経歴
佐賀県伊万里市で生まれ、伊万里市立青嶺中学校へ進学。その後、親元を離れ東京都文京区にある日本大学豊山高等学校へ進学後日本大学へと進む。
幼少期より水泳を始め、地元佐賀のスイムクラブビート唐津へ通う。小学4年生の時、山口県で行われた「きららカップ（10歳以下の部）」では、男子自由形50m、100mを大会新記録でW優勝。佐賀県のランキング（児童）で1位になるまで記録を伸ばし、全国大会に出場する。
第58回全国中学校水泳競技大会では100m自由形を53秒00で2位に入賞している。
高校では東京都特別大会で100m自由形49秒41で日本高校記録を8年ぶりに更新する。2020年日本選手権(25ｍ)でも200m自由形1分44秒08の日本高校短水路記録を更新。
2020年東京オリンピックでは競泳男子800mリレーに萩野公介、高橋航太郎、松元克央と出場したが予選でのタイムが7分9秒53で全体の12位となり決勝には進出できなかった。
2021年10月28日に伊万里市民賞が贈られている。
2024年パリオリンピック競泳男子800メートルリレーの決勝では第4泳者を務め（第1泳者が村佐達也、第2泳者が松元克央、第3泳者が眞野秀成）、7分7秒48のタイムで7位だった。

## 主な実績
- 2018年　全国中学　　　100m自由形2位-53秒00　200m自由形5位-1分54秒39
- 2019年　インターハイ　100m自由形6位-51秒58
- 2020年　日本選手権　　200m自由形5位-1分49秒13
- 2021年　日本選手権　　200m自由形2位-1分47秒45(リレー代表内定)
- インターハイ　100m自由形1位-49秒91　200m自由形1位-1分48秒41　自由形2冠